# Knatarna
Knatarna är skär i Åland (Finland). De ligger i den norra delen av landskapet, 40 km norr om huvudstaden Mariehamn.
Terrängen runt Knatarna är mycket platt. Trakten är glest befolkad. Det finns inga samhällen i närheten. 